# Caio Torres
Caio Aparecido da Silveira Torres (São Paulo, 3 de junho de 1987) é um basquetebolista brasileiro, que joga atualmente pelo Vasco da Gama.
Participou da equipe nacional que conquistou o vice-campeonato do Copa América de 2011, em Mar del Plata, na Argentina, que classificou o Brasil para os Jogos Olímpicos de Verão de 2012 em Londres, na Grã Bretanha.

## Estatísticas
| † | Denota temporadas em que equipe de Torres ganhou um campeonato da NBB |
|   | Líder da liga                                                         |

### Temporada regular do NBB
| Ano               | Equipe            | PJ  | MPJ  | FG%  | 3P%  | LL%  | RT  | AS  | BR | TO | PPJ  |
| ----------------- | ----------------- | --- | ---- | ---- | ---- | ---- | --- | --- | -- | -- | ---- |
| 2011–12           | Flamengo          | 28  | 23.5 | .561 | .308 | .717 | 5.6 | 1.4 | .3 | .3 | 12.6 |
| 2012–13†          | Flamengo          | 34  | 24.8 | .621 | .111 | .791 | 6.9 | .8  | .5 | .5 | 13.3 |
| 2013–14           | São José          | 28  | 22.5 | .546 | .167 | .750 | 6.0 | 1.0 | .3 | .6 | 11.0 |
| 2014–15           | São José          | 23  | 26.6 | .569 | .357 | .733 | 9.3 | 1.5 | .7 | .8 | 15.1 |
| 2015–16           | Paulistano        | 28  | 25.8 | .522 | .333 | .828 | 7.0 | .9  | .5 | .3 | 15.8 |
| Carreira          | Carreira          | 141 | 24.6 | .563 | .300 | .768 | 6.9 | 1.1 | .4 | .5 | 13.5 |
| Jogo das Estrelas | Jogo das Estrelas | 2   | 18.0 | .667 | .250 | .667 | 5.5 | 1.0 | .5 | .0 | 7.5  |

### Playoffs do NBB
| Ano      | Equipe     | PJ | MPJ  | FG%  | 3P%  | LL%   | RT  | AS  | BR | TO | PPJ  |
| -------- | ---------- | -- | ---- | ---- | ---- | ----- | --- | --- | -- | -- | ---- |
| 2012     | Flamengo   | 10 | 23.0 | .592 | .300 | .680  | 5.5 | 1.0 | .3 | .4 | 13.2 |
| 2013†    | Flamengo   | 9  | 26.7 | .580 | .200 | .737  | 6.2 | 1.1 | .8 | .4 | 13.7 |
| 2014     | São José   | 11 | 26.9 | .591 | .000 | .778  | 9.3 | .9  | .3 | .8 | 13.9 |
| 2015     | São José   | 9  | 26.8 | .537 | .200 | .667  | 8.3 | 1.0 | .6 | .6 | 12.8 |
| 2016     | Paulistano | 4  | 28.0 | .550 | .111 | 1.000 | 5.5 | .3  | .8 | .0 | 15.3 |
| Carreira | Carreira   | 43 | 26.0 | .573 | .182 | .734  | 7.2 | .9  | .5 | .5 | 13.6 |

## Títulos e honrarias

### Pelos clubes
Flamengo
- Campeão do Campeonato Brasileiro: 2012-13
- NBB Most Valuable Player das Finais (MVP das Finais): 2012-13[3]
- 1 vez Seleção do NBB: 2012-13[4];

### Pela Seleção Brasileira
Copa América de Basquetebol Masculino
- Campeão: 2005
- Vice-campeão: 2011

Campeonato Sul-Americano de Basquetebol Masculino
- Campeão: 2006
- Vice-campeão: 2004

Jogos Pan-Americanos
- Medalha de Ouro: 2007